# Liste der Botschafter von Antigua und Barbuda beim Heiligen Stuhl
Die Liste der Botschafter von Antigua und Barbuda beim Heiligen Stuhl nennt die seit 2013 beim Heiligen Stuhl akkreditierten Botschafter von Antigua und Barbuda.
| Ernannt / Akkreditiert | Name        | Bemerkungen | ernannt während der Regierung von | akkreditiert bei | Posten verlassen |
| ---------------------- | ----------- | ----------- | --------------------------------- | ---------------- | ---------------- |
| 16. Mai 2013           | David Shoul | [ 1 ]       | Winston Baldwin Spencer           | Franziskus       |                  |